# Confessions d'une accro du shopping (roman)
 (décembre 2023).
La mise en forme du texte ne suit pas les recommandations de Wikipédia : il faut le « wikifier ».
Les points d'amélioration suivants sont les cas les plus fréquents :
- Les titres sont pré-formatés par le logiciel. Ils ne sont ni en capitales, ni en gras.
- Le texte ne doit pas être écrit en capitales (les noms de famille non plus), ni en gras, ni en italique, ni en « petit »…
- Le gras n'est utilisé que pour surligner le titre de l'article dans l'introduction, une seule fois.
- L'italique est rarement utilisé : mots en langue étrangère, titres d'œuvres, noms de bateaux, etc.
- Les citations ne sont pas en italique mais en corps de texte normal. Elles sont entourées par des guillemets français : « et ».
- Les listes à puces sont à éviter, des paragraphes rédigés étant largement préférés. Les tableaux sont à réserver à la présentation de données structurées (résultats, etc.).
- Les appels de note de bas de page (petits chiffres en exposant, introduits par l'outil «  Source ») sont à placer entre la fin de phrase et le point final[comme ça].
- Les liens internes (vers d'autres articles de Wikipédia) sont à choisir avec parcimonie. Créez des liens vers des articles approfondissant le sujet. Les termes génériques sans rapport avec le sujet sont à éviter, ainsi que les répétitions de liens vers un même terme.
- Les liens externes sont à placer uniquement dans une section « Liens externes », à la fin de l'article. Ces liens sont à choisir avec parcimonie suivant les règles définies. Si un lien sert de source à l'article, son insertion dans le texte est à faire par les notes de bas de page.
- La présentation des références doit suivre les conventions bibliographiques. Il est recommandé d'utiliser les modèles {{Ouvrage}}, {{Chapitre}}, {{Article}}, {{Lien web}} et/ou {{Bibliographie}}. Le mode d'édition visuel peut mettre en forme automatiquement les références.
- Insérer une infobox (cadre d'informations à droite) n'est pas obligatoire pour parachever la mise en page.

Pour une aide détaillée, merci de consulter Aide:Wikification.
Si vous pensez que ces points ont été résolus, vous pouvez retirer ce bandeau et améliorer la mise en forme d'un autre article.
Les Confessions d'une accro du shopping est la traduction française du premier volume de la série des "Accro du shopping" de l'écrivaine anglaise Sophie Kinsella. Publié aux Edition Black Swan en 2000, le roman a été traduit dès 2004 par  Isabelle Vassart (éditions Belfond).
C'est un roman "feel good", sentimental et léger, émaillé d'éléments de satire du monde de la finance, du consumérisme et des médias.
Ces confessions sont rédigées à la première personne dans un ton très spontané, rendant compte des impressions immédiates et des enthousiasmes et angoisses de l'héroïne. Le récit est ponctué de courriers émanant des organismes bancaires avec lesquels la narratrice et héroïne, est en relation.
Celle-ci, Becky Bloomwood, 25 ans, journaliste financière charmante mais fort peu motivée, est prise au piège de ses compulsions d'acheteuse frénétique. Elles sont incompatibles avec son petit salaire, d'où un endettement de plus en plus vertigineux, et d'incessants rappels de ses diverses banques. Que faire, sinon trouver - puisqu'elle n'a pas de petit ami pour le moment - un fiancé millionnaire et généreux ? Et comment réparer ses erreurs, lorsqu'un couple d'amis de sa famille se retrouve brutalement privé d'un très gros revenu pour avoir suivi ses conseils irréfléchis ?
Sous couleur de romance, le roman brocarde le système consumériste et le monde de la finance. L'auteure sait ce dont elle parle, ayant été elle-même journaliste financière avant de se reconvertir dans la littérature. Les conventions du genre "chick-lit" (genre plutôt superficiel destiné au public dit "féminin") sont parfaitement respectées. Le ton et l'accumulation des situations sont délibérément caricaturaux mais chacune d'entre elles est concrètement observable.
Le roman a été adapté au cinéma en 2009 : voir infra et Confessions d'une accro du shopping.

## Intrigue
Becky Bloomwood habite un appartement dans le quartier londonien huppé de Fulham, avec sa meilleure amie, Suze, qui en est la propriétaire : sa riche et aristocratique famille le lui a offert. A la différence de Becky, Suze, qui partage sa passion du shopping, est largement en mesure de faire face aux dépenses.
Becky n'a qu'un petit salaire (juge-t-elle), elle travaille en tant que journaliste au périodique Réussir votre épargne. Sa principale, voire unique, préoccupation réside dans le plaisir d'acheter tout ce qui peut lui permettre de suivre la mode et de parfaire son élégance : vêtements de luxe, produits de soins, objets de décoration intérieure, des achats futiles qu'elle rationalise au prétexte d'investissements ou d'absolues nécessités. Conséquence, ses revenus n'y suffisant pas, elle est endettée de plusieurs milliers de livres sterling (£). Le roman est ponctué de courriers de ses diverses banques et tout particulièrement de la Endwich Bank, dont l'agence de Fulham est dirigée par un certain Derek Smeath. Ceci n'empêche pas qu'elle reçoive aussi des offres de crédit et des incitations à l'achat de grands magasins.
En chemin vers une conférence donnée par la société Brandon Communications, elle voit en solde, à moins 50 %, (ce qui fait tout de même 120 £) une écharpe de chez Denny & George (marque prestigieuse) qu'elle convoitait depuis longtemps, mais elle se rend compte qu'elle a oublié sa carte de crédit à son bureau. Qu'à cela ne tienne, la vendeuse est d'accord pour la lui garder jusqu'à la fin de la journée. A la conférence de presse, Becky est accueilli par Luc Brandon en personne, le PDG de Brandon Communication et une de ses collaboratrices, Alicia. Celle-ci s'empresse de la questionner sur ce qu'elle pense des dernières nouvelles - en particulier une rumeur sur Scottish Prime et Flagstaff Life que Becky est censée connaître d'autant mieux qu'elle tient le Financial Time sous son bras (affaire de paraître, elle n'en a  pas lu une ligne). Elle élude et c'est à la fin de la conversation que Brandon lui glisse qu'un important groupe financier, SBG, vient d'annoncer qu'il rachète la Banque Rutland.
Mais tout cela est sans intérêt à côté d'un affreux souci : son patron l'appelle pour lui imposer une autre tâche qui va l'empêcher de repasser au bureau prendre sa carte de crédit. Elle n'a que 100 £ sur elle, il lui manque donc 20 £ pour obtenir son écharpe. Sa copine journaliste, Elly Granger ne peut les lui prêter, sa propre carte ayant été bloquée par la banque : elle est encore plus fauchée que Becky. Le secours va venir de façon inattendue de Luke Brandon qui, ayant remarqué sa détresse, interrompt la conférence de presse et lui fait passer un billet de 20 £ , après qu'elle a inventé, en guise de justification, l'histoire d'un cadeau à une tante hospitalisée. Instant de gêne quand, un peu plus tard, sortant du magasin avec son sac Denny & George, elle croise Brandon. Il ne lui reste plus qu'à étoffer l'histoire de la tante qu'elle baptise Hermintrude.
Alors qu'elle rend visite, dans le Surrey, à ses parents à qui elle n’avouerait à aucun prix ses problèmes d’argent, ils lui conseillent d’acheter un appartement. Comme elle répond qu’elle n’est pas assez riche, leur conseil plein de bon sens est qu’elle doit choisir entre économiser et gagner plus d’argent. Conseil d'autant plus avisé qu'elle a la déception d'apprendre par BBC1 qu'elle n'a pas gagné à la loterie alors qu'elle bâtissait déjà des châteaux en Espagne. Les amis de toujours de la famille, les Webster, qui l'admirent et rêvent d'en faire leur belle-fille, lui demandent conseil sur un placement : ils ont depuis longtemps une assurance-vie à la Flagstaff  et se demandent s'il ne vaudrait la peine de la reporter sur tel autre actif, elle leur répond distraitement  que l'opération est sûre.
Becky est totalement incorrigible. Elle se résout à devenir économe mais ses premiers efforts vont consister à faire l'acquisition d'un coûteux livre de conseils et de divers ustensiles prétendument nécessaires, un  abonnement pour le musée (divertissement réputé peu coûteux, mais elle s'y ennuie), bref elle dépense plus encore. Mieux vaudrait opter pour l'augmentation de ses revenus.
Justement Clare, sa collègue lui confie sous le sceau du secret qu'elle arrondit ses fins de mois en travaillant en free lance pour d'autres organes de presse. Coîncidence, Becky fait justement la connaissance, lors d'une conférence de presse, du journaliste d'investigation Eric Foreman du Daily World, un des plus grands tabloïds. Son travail du moment : "semer la panique" chez les financiers et enquêter sur leurs malversations. Ils sympathisent. Par contre Becky apprend qu'elle ne pourra plus compter sur la compagnie de sa copine Elly qui a décidé de se ranger et vient de prendre un affreux job de gestionnaire de portefeuilles, qui va lui rapporter le double de ce que gagne Becky.
Pas question de cela pour Becky, qui pense avoir trouvé une solution : un travail de vendeuse en magasin de mode, chaque samedi. Malheureusement, incapable de renoncer à ses convoitises d'acheteuse compulsive, elle entre en compétition avec une cliente et se fait  donc virer à la fin de sa première journée de travail.
Autre tentative (suggérée par Suze), un travail facile à domicile : l'assemblage de kits d'encadrements décoratifs. Mais Becky n'est pas douée pour les travaux manuels et renonce dès le premier soir. Un peu plus tard, Suze qui aura jugé amical de lui venir en aide, se découvrira du coup une vocation de styliste que ses relations dans le monde de la mode lui permettront de démarrer.
Plus tard dans la semaine, Suze l’invite à dîner avec elle et ses cousins, dont Tarquin, amoureux de longue date de Becky, mais rien moins que séduisant à ses yeux. Dans le même restaurant, elle tombe sur Luke qui dîne avec ses parents. La belle-mère de Luke, Annabel, complimente Becky sur son écharpe. Gêne de Becky devant Luke, elle prétend  cette fois que sa tante est morte et la lui a léguée.
Suze et Becky trouvent un article de magazine sur les millionnaires épousables et Becky y découvre Luke, et Tarquin. Celui-ci invite Becky à dîner. Elle est horriblement déçue d'atterrir dans une modeste pizzeria. Mais il lui offre un broche (bijou immettable, évidemment) en or et s'enthousiasme pour un projet caritatif de Tante Hermintrude (pure invention de Becky pour nourrir la conversation). L'honnêteté de Becky l'emporte, elle refuse le généreux chèque qu'il vient de mettre à son nom en lui donnant carte blanche. Gros débat intérieur : épouser ce laideron ou bien crouler sous les dettes ? Malheureusement, profitant de ce que Tarquin passe un instant aux toilettes, elle ne peut s'empêcher d'examiner les talons du chéquier, resté sur la table. Il ne dépense rien ou presque !  Et le voici qui revient trop tôt : tout porte à croire qu'il l'a vue et en a été choqué, puisqu'il devient beaucoup plus froid et la renvoie en taxi chez elle sans prolonger la soirée. Tant pis se dit Becky, admettant qu'il n'était vraiment pas son type et qu'ils n'avaient aucun sujet d'intérêt commun .
Prenant enfin une résolution sérieuse, Becky se décide à aller présenter sa candidature chez un "chasseur de tête". Mais remplissant sa fiche, elle croit judicieux de l'améliorer en prétendant maîtriser une langue rare : le Finnois. Et le hasard fait bien les choses : la Banque d'Helsinky recherche pour ses bureaux de Londres un(e) spécialiste des fonds de placement ... mais il faut absolument que cette personne parle couramment le finnois : et justement, le PDG de la banque est là et peut la rencontrer. Fuite éperdue de Becky.
C'est en sortant qu'elle tombe sur Luke. Il  lui demande courtoisement de l'aider à faire du shopping, chez Harrods, car il lui faut trouver des bagages. Becky est ravie de l'aider dans son choix .. mais déchante au dîner quand il lui annonce qu'il s'agit d'un cadeau pour Sacha, sa compagne. Becky, peinée et humiliée, se fâche et s'enfuit.
Dans le tiroir de la coiffeuse de Becky s'entassent tous les courriers de rappel de ses créanciers : grands magasins, banques. Le Directeur de la Endwich Banque, agence de Fulham, où son compte est débiteur de plusieurs milliers de livres sterling, tente depuis une éternité (dans sa lettre du 22 septembre 1999, il est déjà fait état d'un rendez-vous manqué - pour cause d'entorse - et nous sommes déjà en mars 2000) d'obtenir d'elle une entrevue pour régler la question de son découvert. De lapin en lapin , Becky espère reculer l'échéance, mais le hasard les réunit lors d'une conférence. Smeath lui impose un rendez-vous.
Devant toute cette adversité, elle va recourir à son antidépresseur habituel : une bonne séance de shopping. Catastrophe et humiliation suprême : elle découvre à la caisse que toutes ses cartes sont suspendues et qu'elle ne peut plus rien se payer.
A bout d'excuses, mais incapable d'affronter son banquier, Becky se réfugie chez ses parents et, découvrant qu'il est parvenu à la localiser, leur raconte qu'elle est victime d'un harceleur.
Mais les conséquences de son insouciance passée la poursuivent. Voici que les Webster, les amis de toujours, lui apprennent qu'ayant pris au sérieux un de ses avis, ils sont en train de perdre une somme énorme car ils ont transféré leurs économies de leur vieille assurance-vie vers un autre fonds de placement . Ils ont agi incités par leur banque, la Flagstaff, (avec en cadeau-appât une pendulette), à la veille du rachat de celle-ci : s'ils ne l'avaient pas fait, ils auraient eu droit à une prime de 20 000 £. Mortifiée, Becky décide de se racheter en exposant  la duplicité de la banque dans un article de presse qu'elle choisit d'envoyer au Daily World grâce à l'appui d'Eric Foreman. Cet article a un tel succès qu'elle est invitée à s'exprimer dans un émission télévisée quotidienne, The Morning Coffee (Le café du matin).
Bien évidemment, Becky ne s'est pas rappelée que la Flagstaff était un client personnel de Luke Brandon. Il est furieux contre elle et croit à une vengeance féminine pour l'affaire du bagage de Sacha. Mais elle lui explique  - et c'est la vérité - qu'elle a vraiment tenté de contacter la banque incriminée, mais qu'elle a été renvoyée vers la Brandon Communications et que c'est Alicia qui a pris son appel. Celle-ci a omis de transmettre l'article accusateur à Luke.
Préparation de l'émission. Becky est aux anges ; elle a  bien appris ce qu'elle doit dire, tout le monde l'admire, on vient la chercher en limousine et la séance de maquillage est merveilleuse, jusqu'à l'instant où Zelda, l'assistante de production, lui annonce que l'émission a été remaniée : Becky va devoir soutenir un débat de spécialistes face aux représentants de la Flagstaff. Pire encore, c'est face à Luc Brandon et Alicia en personne, qu'il lui faudra argumenter sur des notions dont ils sont experts et dont elle n'a pas la plus petite idée.
Seul soutien, un envoi des Webster : un énorme ballon et une carte chantante par laquelle ils l'assurent de leur affection et de leur confiance. Becky, persuadée d'aller au casse-pipe, ne se défile pourtant pas et  affronte bravement ses adversaires. Sa sincérité et son bon coeur vont lui tenir lieu d'expertise, et face aux représentants de la Flagstaff qui ont l'audace de traiter les petits épargnants escroqués de mauvais joueurs cupides et menteurs, elle réussit à démontrer avec fermeté, clarté et brio, la duplicité de la société d'assurance. Elle remporte l'approbation de l'animateur.
Et coup de théâtre : Luke Brandon abonde dans son sens, déclare que son article est un excellent papier d'investigation, que la Flagstaff est son client mais qu'il n'approuve pas ce qu'elle fait et ignorait tout de ses malversations, que désormais il renoncera à la représenter.
C'est la fin du débat qui n'aura duré que quelques minutes (et six pages et demi du roman), on passe ensuite à la publicité puis au retour des minishorts dans les défilés et aux crèmes anti-cellulite.
Enfin seuls, Luc confie à Becky que Sacha l'a quitté et l'invite, "pour un dîner d'affaire", le soir même au Ritz.
Puis Zelda félicite chaleureusement Becky pour son talent et l'engage immédiatement pour tenir une émission de direct pour répondre aux téléspectateurs en tant que spécialiste financière : elle sait remarquablement se mettre à la portée des gens.
Le dîner au Ritz avec Luke s'achève sur une nuit amoureuse dans une chambre somptueuse et c'est nouvelle vie qui commence pour Becky.
Et ses problèmes financiers ? Après avoir expliqué aux téléspectateurs endettés et perdus les stratégies et bonnes résolutions qu'ils doivent adopter ... elle se retrouve nez à nez avec un  Dereck Smeath devenu fort aimable, mais toujours déterminé à régler le problème. Elle s'engage fermement à venir au prochain rendez-vous, auquel elle fait comme toujours faux bond - puisqu'elle préfère rester en compagnie de Luke, qui vient de devenir son amant, et reçoit finalement de la Endwich Bank  la lettre qui clôt le roman et dans laquelle elle apprend que le rendez-vous n'est plus nécessaire puisque sa situation bancaire s'est enfin améliorée ... mais que le directeur surveille sa situation de près et  n'hésitera pas à la recontacter si nécessaire.

## Les personnages
- Becky (Rebecca Bloomwood) : la narratrice et principale protagoniste de l'histoire. Bien qu'elle travaille en tant que journaliste spécialisée dans la finance, elle accumule les dettes et refuse obstinément d'affronter les rappels de ses différentes banques, au risque de voir ses cartes de crédit suspendues. Chaque promotion de vêtements, d'accessoires vestimentaires, d'objets décoratifs à la dernière mode, chaque gourmandise de luxe est pour elle une tentation irrésistible. Elle connaît à la perfection toutes les marques de prestige ... et leurs prix. Becky est aussi d'une totale étourderie, parfaitement irresponsable, et prête à beaucoup de tricheries pour obtenir les objets dont elle s'entiche. Par contre elle est charmante, d'une grande gentillesse et remplie de bonnes intentions, et surtout, elle se montre incapable de véritable malhonnêteté et prête à tout affronter pour lutter contre l'injustice. Au fond, elle a besoin de se découvrir elle-même. Les évènements vont révéler sa vraie nature.
- Elly Granger : Une amie de Becky, journaliste financière comme elle et aussi peu motivée par son métier. Elle est tout aussi fauchée. Toutes deux se  retrouvent dans les raouts publicitaires des banquiers, y papotent, y tirent des plans sur la comète en se goinfrant de champagne et de petits fours ... jusqu'au moment où Elly trahit la cause en se reconvertissant dans la gestion de portefeuilles (d'actions et autres "actifs" financiers) chez Wetherby.
- Susan « Suze » Cleath-Stuart : Meilleure amie de Becky et aristocratique héritière, Suze partage avec elle l'appartement que ses parents lui ont offert dans le quartier huppé de Fulham. Ce qui réunit les deux jeunes femmes est la passion du shopping de haut vol, à ceci près que Suze a les moyens de son train de vie. Elle convainc sans peine Becky que les économies ne sont pas sa tasse de thé et qu'il vaudrait mieux qu'elle cherche à augmenter ses revenus. D'un bon naturel, elle n'hésite pas à dispenser Becky de sa part des taxes locales quand elle apprend qu'elle a des dettes et fabrique à sa place, et avec succès, toute une série de cadres décoratifs (Beckie est rien moins que manuelle) pour lui assurer un revenu ponctuel. Bien lui en prend, puisque cela lui ouvre  - avec l'appui de son réseau de connaissances - une passionnante carrière de styliste. Elle tente aussi, mais en vain, de la rapprocher de son trop timide cousin milliardaire, histoire de les caser tous deux.
- Tarquin Cleath-Stuart : Le cousin de Suze, jeune homme charmant et fort riche, mais gentleman farmer peu séduisant, d'une timidité maladive et d'un niveau de vie des plus ternes, sa vêture, le choix du restaurant où il invite Becky (une pizzeria), les sommes inscrites sur les talons de son carnet de chèque, en témoignent. Suze tente de persuader Becky de se rapprocher de lui car c'est son amoureux transi. Mais la curiosité indiscrète de Becky vis-à-vis du chéquier de tarquin le heurte et il prend ses distances. Après tout, c'est préférable, juge Becky, qui ne le trouve pas du tout son type d'homme. Quant à lui, passé un moment, il la rappelle : il est vraiment mordu et veut à nouveau l'inviter.
- Jill Foxton : "chasseur de têtes" que contacte Becky et qui retient sa candidature, celle-ci ayant cru décoratif et anodin d'affirmer sur son curriculum vitae qu'elle maîtrisait ... le finnois, une seule langue étrangère lui paraissant manquer d'allure. Malheureusement, le poste proposé est à la Banque d'Helsinky. Becky s'excuse hâtivement et prend la fuite. Nous n'en saurons pas plus, faute de décrypter les courriers de cette banque rédigés en langue finlandaise.
- Graham and Jane Bloomwood : Les parents de Becky. Ce sont de très braves gens qui vivent dans une jolie banlieue du Grand Londres : le Surrey. Il mènent une existence paisible, fondée sur une retraite confortable, un traditionnel bon sens et une confiance aveugle dans les règles de la société. Ils lisent la presse populaire et croient dur comme fer que leur fille est une jeune femme installée, spécialiste reconnue et fiable de la finance. Celle-ci ne veut à aucun prix les détromper.
- Martin and Janice Webster : Amis et voisins des Bloomwood, dont ils admirent la fille et à qui ils vouent une affection et une confiance inébranlables ... ce qui va leur valoir une grosse déception financière. Mais ils ne lui en tiennent pas rigueur le moins du monde et la soutiennent jusqu'au bout. Elle va se rattraper en dénonçant dans les médias la duplicité de la banque qui les a escroqués.
- Tom Webster : Le fils de Martin et Janice. Ses parents adoreraient manifestement qu'il épouse Becky, et elle n'ose pas leur avouer qu'il "n'est pas son type" (elle a refusé, jadis, de sortir avec lui). Mais il est fiancé et s'est persuadé - ce qui la vexe affreusement - qu'elle est amoureuse de lui.
- Lucy: La fiancé de Tom Webster, conseillère en stratégie chez Wetherby[9]. Encore une de ces "youpies" ambitieuses que Becky déteste !
- Philip: Le patron de Becky au journal Réussir votre épargne. Elle craint toujours un peu qu'il ne se rende compte de son incompétence, il est en  fait ravi de l'utiliser pour le remplacer au pied levé dans les conférences de promotion des maisons financières et se contente tout-à-fait de ses "copiés-collés" de dossiers de presse (synthèses publicitaires préparées par chaque banque). Mais d'enquêtes critiques sur les placements, il n'est jamais question et le jour où une saillie moqueuse de Becky sur leur mauvaise qualité est entendue de l'assemblée, cela jette un froid : ce n'est pas ce qu'on attend des journalistes dans ces conférences de presse. Pourtant l'impartialité naïve et spontanée de la jeune femme éveille l'intérêt de Luke Brandon, intérêt qui ne se démentira plus .
- Clare Edwards : Collègue de Becky, elle partage le même bureau mais travaille beaucoup plus sérieusement. Pas très sympathique, selon Becky. Elle cache un lourd secret : non elle ne joue pas les escort girls, mais elle arrondit ses fins de mois en publiant des articles en free lance dans des journaux concurrents.
- Luke Brandon: Le propriétaire et PDG Brandon Communications, agence de relations publiques (c'est-à-dire en fait de publicité) du secteur bancaire londonien. Personnage redoutable en apparence, ne serait-ce qu'en raison de ses compétences et de son "QI phénoménal", mais aussi des plus séduisants, il n'est manifestement pas indifférent au charme de Rebecca. Mais il a pour compagne une certaine Sacha de Bonneville et surtout, Becky va devoir l'affronter dans un débat de spécialistes devant des millions de téléspectateurs ... Rassurons-nous, Becky s'en tire avec honneur et la romance parvient à son issue heureuse.
- Alicia Billington : Collaboratrice "senior" (c'est en fait une associée de la société) de Luke Brandon, extrêmement élégante, distante et froide ... et parfaitement à l'aise sur les sujets financiers. Mais son mépris pour la jeune journaliste l'amènera à négliger de transmettre à son patron l'enquête qu'elle a réalisée, d'où la fureur de celui-ci quand paraît dans un tabloïd (quotidien à gros tirages orienté vers les scandales) l'article explosif qui en résulte et qui met en accusation les malversations de son principal client.
- Sacha de Bonneville : Personnage incident, compagne de Luke à qui il destine le somptueux bagage que Becky l'a aidé à choisir, lors d'une merveilleuse après-midi de shopping. La révélation après coup de leur liaison plonge Becky dans la déception et surtout l'humiliation. Mais, Luke ne va pas tarder à être libre, car elle le quitte, en emportant le bagage.
- Derek Smeath : LE directeur d'agence de la  Endwich Bank, principal créancier de Becky. Redoutablement obstiné, poli et patient, il se fait de plus en plus insistant voire menaçant ... tandis que Becky ne peut se résoudre à l'affronter. C'est au point qu'elle se réfugie chez ses parents en prétextant un harcèlement plutôt que de se rendre à leur rendez-vous. Seule l'amélioration finale de sa situation le convaincra de la laisser un peu tranquille ... pour le moment. Le roman, qui commençait par une première missive de Derek Smeath, en tant que directeur de la Endwich Bank, datée du 22 septembre 1999, s'achève sur une dernière lettre en date du 10 avril 2000, très médiocrement rassurante. On ne manquera pas d'observer que le nom de "Smeath" se prononce approximativement comme le nom de l'agent Smith de Matrix sorti en 1999 et que le nom de la banque "Endwhich" se rapproche phonétiquement de "end wish", littéralement "Fin du désir".
- Eric Foreman : journaliste au Daily World, sa passion du moment est de semer la pagaille dans les conférences de presse promotionnelles des institutions financières et de révéler leurs malversations. Il sympathise avec Becky lors d'une de ces conférences, fera publier son article et sera sa porte d'entrée à l'émission du Morning coffee, qui, à la fin du roman, résoudra tous ses problèmes.
- Les organismes financiers qui persécutent Becky : Endwich Bank (sa banque principale, découvert vertigineux, relances incessantes), PGNI First Bank VISA (découvert et relances, détient sa carte VISA, son principal moyen de paiement), Octagon (détient sa 2ème carte de crédit, menace de la bloquer et d'engager un contentieux), Brompton Store (grand magasin qui la relance pour son découvert et lui envoie simultanément des incitations à acheter), Bank of London (lui envoie des publicités de prêts mais n'accepte pas son dossier), Banque of Helsinky (a priori rien à signaler, Becky s'est bornée à fuir lors de son entretien d'embauche ... mais on ne comprend pas un traître mot de ses missives, si bien qu'on peut douter de son souci de s'intéresser à sa clientèle britannique).
- Celui dont elle tire vengeance : la Flagstaff est la banque qui spolie les pauvres épargnants amis de la famille. Remarquer la ressemblance de son nom avec celui de Falstaff, personnage de menteur invétéré dans deux pièces de Shakespeare, devenu un archétype anglais.

## Contexte historique de l'oeuvre

### Crise économique et surendettement
Ce n'est pas avant 2012, qu'à la demande de la Commission européenne, une étude sur le surendettement en Europe est menée par l’Observatoire de l’Épargne européenne en collaboration avec l’université de Bristol et le CEPS.
C'est pourtant dans la décennie 1990 que le surendettement est devenu un fait social significatif, en raison notamment, en Angleterre, de la forte croissance de l'économie britannique des années 1990 et 2000 (2,8 % par an entre 1997 et 2006) dans le cadre d'une politique néo-libérale.
D’après une  étude de la Banque mondiale, l’endettement des ménages britanniques a augmenté de 15% entre 1990 et 2009. La croissance économique britannique était fondée sur un soutien de la consommation par le crédit et les dépenses publiques, ce qui a conduit à une forte augmentation de l’endettement des ménages.
Or au Royaume-Uni, d'économie très libérale, peu de mesures sont prises pour aider les surendettés (ménages dont les dépenses outrepassent les revenus, sans néanmoins les amener en dessous du seuil de pauvreté). Dans ce pays du thatchérisme, continué par son successeur, Conservateur comme elle, John Major et sous une autre forme développé par le Néo-travailliste Tony Blair, les écarts de richesse croissants ont fait croître le phénomène. La classe moyenne en subit les conséquences et le surendettement des ménages britanniques devient un phénomène de société remarqué.

### Identification médicale de l'Oniomanie
On ne peut évidemment pas non plus faire l'impasse sur la réalité de la pathologie de l'achat compulsif ou oniomanie (Compulsive buying disorder (CBD) en Anglais) qui représente un problème psychologique avec d'importantes conséquences. Le personnage de Becky n'est donc pas un personnage de caricature, mais représente une réalité sociale. L'aspect caricatural vient de ce que son intériorité nous est dévoilée par l'artifice littéraire des "confessions". Ce n'est qu'au sixième opus de la série que l'héroïne de Sophie Kinsella acceptera de reconnaître sa pathologie et de commencer à la soigner.
L’achat compulsif est défini comme un comportement d’achat excessif, impulsif et irréfléchi, sous-tendu par un besoin irrépressible généralement sous le coup d’une émotion négative (stress, anxiété, colère, frustration, découragement …). L’acheteur compulsif achète un produit dont il n’a ni le besoin, ni l’envie. S’il ressent du plaisir, de la gratification et du soulagement au moment de l’achat, l’acheteur compulsif se sent généralement coupable d’avoir cédé à la pulsion et regrette ses achats. L’achat compulsif envahit la vie psychique et conduit souvent à des problèmes financiers, sociaux et familiaux. Il s’agit d’une « conduite addictive dont l’objet est cet instant de transaction, de l’acquisition, entouré de brefs moments de l’excitation de convoiter et du plaisir d’emporter ». « Ce trouble n'est pas reconnu dans les classifications internationales des troubles psychiatriques.» précise le Dr Lucia Romo, professeur en psychologie clinique à l'Université Paris Nanterre, psychologue clinicienne et psychothérapeute cognitivo-comportementaliste. L'achat compulsif est souvent sous diagnostiqué.
Toutefois, au début des années 1990, l'oniomanie commence à être réellement considérée comme une maladie. L’étude de Granero et al. indique que 3,4 % à 6,9 % de personnes sont diagnostiqués « acheteurs compulsifs » dans une population générale en Europe, mais on estime que 8,9 % de la population américaine serait touchée . Les Groupes d’entraide mutuelle (GEM) s'y multiplient Ex : Psychguides.

## Écriture
The dreamworld of a shopaholic  (Les confessions d'une accro du shopping) est le sixième roman publié par Madeleine Wickham et l'un des premiers sous le pseudonyme de Sophie Kinsella qu'elle conservera désormais. Elle est devenue romancière à plein temps et débute par cet ouvrage sa série-culte des aventures de Becky qui lui assurera une notoriété internationale.

## Accueil
Ce premier ouvrage de la série a reçu un avis globalement très positif des critiques  et des lecteurs.
Babelio 3,63 / 5 (2164 avis), 
Amazon 4,2 / 5  (4 409 avis), 
Fnac 4,5 / 5 (19 464 ventes)
L'un des critiques a notamment salué 
"(...) cette variation sur la passion du shopping (qui) s’avère plutôt réjouissante. Elle révèle même une profondeur inattendue sur un thème finalement tragique (celui du surendettement), même s’il est traité sur le mode de l’autodérision. Sophie Kinsella, de sa plume caustique et apparemment légère, nous montre notre époque dans tous ses paradoxes et son hypocrisie matérialiste. Le Buzz littéraire .
Le style et la gaité ont emporté l'adhésion, le roman étant généralement décrit comme très distrayant.
Un certain nombre de lecteurs ont apprécié le personnage de Becky, l'estimant assez sympathique pour s'intéresser à son cas et à ses aventures comme à ceux d'une amie dont les défauts et la maladresse leur ont paru "irrésistibles". Les lectrices s’identifient volontiers au personnage et à sa situation, quoique certaines se défendent dans leurs commentaires de lui ressembler.
De nombreux lecteurs s’accordent sur le fait que Sophie Kinsella a réussi à combiner deux ingrédients essentiels à la popularité d'un roman : justesse de l'observation et  talent humoristique, souvent perçu comme caractéristique de l'humour anglais.
On notera cependant que la catégorie "chick-list" semble avoir très souvent masqué la satire et que l'aspect  pathologie du sujet est largement passé inaperçu, du moins n'en est-il presque jamais explicitement fait mention dans les avis de lecteurs, le recours aux Groupes d'entraide n'étant pas évoqué dans ce volume : il le sera dans le dernier opus de la série.
On trouvera toutefois un décryptage de la critique du capitalisme et du consumérisme, ainsi que de la dénonciation des inégalités de genre qui transparaissent dans le roman via le blog "De mal en piges"

## Adaptations

### Adaptation cinématographique
L'Australien  P. J. Hogan a réalisé aux Etats-Unis, et pour Touchstones Pictures et Jerry Bruckheimer Films, de janvier 2008 à février 2009, en plein développement de la crise des Subprimes, une adaptation cinématographique du roman dont le synopsis diffère cependant en partie de l'intrigue initiale.
Les scénaristes l'ont modifiée pour mettre l'accent sur la romance et la problématique de l'Achat compulsif, intégrant des éléments de deux autres romans de la série des "Accro de Shopping" : 

- le deuxième, L'accro du shopping à New-York dans lequel Becky épouse Luc Brandon, non sans l'avoir exposé à un scandale dangereux à cause de son addiction, 

- le sixième et dernier opus de la série, Mini accro du shopping, dans lequel elle finit enfin par s'adresser à un groupement d'entraide mutuelle d'acheteurs compulsifs.

### Adaptation en B.D.
Une adaptation en Bande Dessinée est parue  le 20/12/2012 aux éditions Jungle sous le titre

L'accro du shopping. Confessions.

Dessinateur, Yishan Li

Scénario, Véronique Grisseaux.